# سیدر ولی (اکلاهما)
سیدر ولی(به انگلیسی: Cedar Valley) شهری در ایالت اکلاهما کشور ایالات متحده آمریکا است که جمعیت آن در سرشماری سال ۲۰۱۰ میلادی، ۲۸۸ نفر بوده‌است.